# Magnus Mills
Magnus Mills (ur. 1954 w Birmingham) – brytyjski pisarz, specjalizujący się w krótkich powieściach i opowiadaniach współczesnych.

## Życie
Magnus Mills mieszka w Bristolu, gdzie przeprowadził się z Londynu w 1986. Edukację ukończył na niepełnej 11 klasie w 1965, po czym trafił pod opiekę Kuratorium Oświaty w Gloucestershire. W życiu podejmował pracę w różnych zawodach, zarówno w Wielkiej Brytanii, jak i w Australii. Był m.in. operatorem maszyn i kierowcą londyńskiego autobusu. 

## Pisarstwo
Styl pisarza jest bardzo lakoniczny, bohaterowie wypowiadają krótkie kwestie. Narracja charakteryzuje się dużym spokojem, nawet w momentach pozornie bardzo dynamicznych (specyficzne jest np. ukazywanie śmierci – mimochodem, jako zdarzenia zupełnie normalnego, jednego z wielu). Świat widziany jest najczęściej oczami głównego bohatera. Często wplatany jest komizm sytuacyjny, wynikający z zestawienia pozornie normalnych zdarzeń. Akcja rozgrywa się często na angielskiej prowincji, z dala od jakichkolwiek większych ośrodków miejskich, w pubach i na gospodarstwach.

## Nagrody
Pierwsza powieść Magnusa Millsa Poskramianie bydła zdobyła w 1999 McKitterick Prize. Była też nominowana do Whitbread First Novel Award – za najlepszy debiut oraz do najbardziej prestiżowej Booker Prize. 

## Dzieła
- The Restraint of Beasts (Poskramianie bydła) – 1998, polskie wydanie 2001, tłumaczył Jerzy Łoziński
- Only When the Sun Shines Brightly – krótkie opowiadania, 1999
- All Quiet On The Orient Express (W Orient Expressie bez zmian) – 1999, polskie wydanie 2003, tłumaczył Paweł Laskowicz
- Three to See the King – 2001
- The Scheme for Full Employment – 2003
- Once in a Blue Moon – krótkie opowiadania, 2003
- Explorers of the New Century – 2005
- The Arch, the Circus and the Cross